# ウィリアム・モーリス・ディヴィス
ウィリアム・モーリス・ディヴィス（英語: William Morris Davis, 1850年2月12日 - 1934年2月5日）は、アメリカ合衆国の地理学者・地質学者・地形学者・気象学者。日本語においてDavisは、デービス、デイビス、デーヴィス、デイヴィスなどさまざまな表記ゆれがある。

## 人物・生涯
ペンシルベニア州フィラデルフィアにてクエーカーの家庭であるエドワード・モーリス・ディヴィスとマリア・モット・ディヴィスの間に生まれた。1869年にハーバード大学を卒業し、翌年工学修士（Master of Engineering）の学位を受けた。
3年間アルゼンチンのコルドバで働き、1879年より地質学者のナサニエル・シェーラーの助手となりハーバード大学の地質学の教員として働き始めたが、ディヴィスは終生Ph.D.を取得しなかった。同年、マサチューセッツ州スプリングフィールドのエレン・ワーナー（Ellen B. Warner）と結婚する。
ディヴィスの最も影響力の大きい科学的業績は、いかにして河川が地形を形成するかを示すモデルである地形輪廻（侵食輪廻）を提唱したことである。この概念は1889年に、ペンシルベニアの河谷の発達を説明する文章で初めて言及され定義された。ディヴィスの地形輪廻は（大きな）河川は主に3つの部分、すなわち上流・中流・下流を持ち、それぞれが固有の地形や地形に関する特性を有することを示唆している。地形輪廻の概念は、チャールズ・ダーウィンの進化論の影響を受けている。一方で、人文地理学については自然環境の人間への影響を機械論的に論じ、環境決定論的な見方を示した。ディヴィスの弟子に環境決定論で知られるエルズワース・ハンティントンがいる。
地形学の草創期に重大な貢献をしたにもかかわらず、多くの地形変化に関するディヴィスの理論は、ディヴィス流地形学（Davisian geomorphology）と時折呼ばれ、現代の地形学者から激しい批判がなされてきた。またディヴィスの後を追う研究者や彼の説や方法に懐疑的な者へのディヴィスの対応についても批判されている。事実。ディヴィスは退官するまで地形変化の研究をほぼ独占していたのであった。現代、「ディヴィス流地形学」という語は他者の科学論文に対して懐疑的な説を試みる時に、批判するために使われる。
ディヴィスはアメリカ地理学会（AAG）を1904年に立ち上げ、設立初期にナショナルジオグラフィック協会の学会誌『ナショナルジオグラフィック』に多数の記事を投稿することで同協会を巻き込んだ。この頃ディヴィスは地理学を地質学から独立させようと努力していた。
1911年、ディヴィスはハーバード大学を退官する。最初の妻の死去後の1914年にマサチューセッツ州ケンブリッジのメアリー・ワイマン（Mary M. Wyman）と再婚、彼女が死去すると、マサチューセッツ州ミルトンのルーシー・テナント（Lucy L. Tennant）と結婚した。1934年、84歳の誕生日を目前にしてカリフォルニア州パサデナで死去した。

## 著作

### 著書
- "Geographical Essays"（『地理学的なエッセー』）, Ginn, Boston, 1909.
- "Die erklärende Beschreibung der Landformen", B.G. Teubner, Leipzig/Berlin 1912.

地形を記載的に説明するイラストやブロックダイアグラムが多数載せられている。ドイツ語の書籍。
- 日本語訳: 水山高幸・守田優訳『地形の説明的記載』大明堂、1969年。全国書誌番号:69001988、doi:10.11501/9668828。

### 論文
- "Geographic methods in geologic investigations"（『地質学調査における地理学的方法』）National Geographic Magazine.1:11-26, 1888.
- Davis, William Morris (1889). “The Rivers and Valleys of Pennsylvania”. National Geographic Magazine 1:  183-253.（『ペンシルベニアの河川と谷』）
  - Davis, W. M. (1889): The rivers and valleys of Pennsylvania. Johnson , D. W. ed.: Geographical Essays, Dover Publications , New York, 413-484.（1954年出版の書籍にも再録された）
- Davis, William Morris (1899). “The geographical cycle”. Geographical Journal 14 (5):  481-504. doi:10.2307/1774538.（『地理学的サイクル』）
- "The Physical Geography of the Lands"（『陸地の自然地理学』）Popular Science Monthly2:157-170, 1900.